# Leptochiton subantarcticus
Leptochiton subantarcticus is een keverslakkensoort uit de familie van de Leptochitonidae. De wetenschappelijke naam van de soort is voor het eerst geldig gepubliceerd in 1930 door Iredale & Hull.